# Nyårsdopp

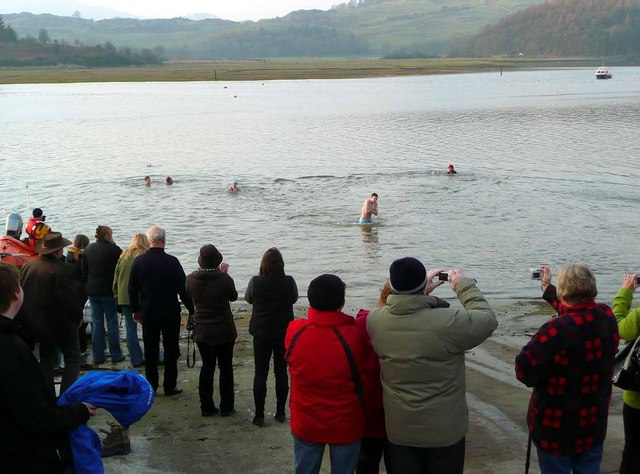
Nyårsdopp i Storbritannien, nyårsdagen 2009.

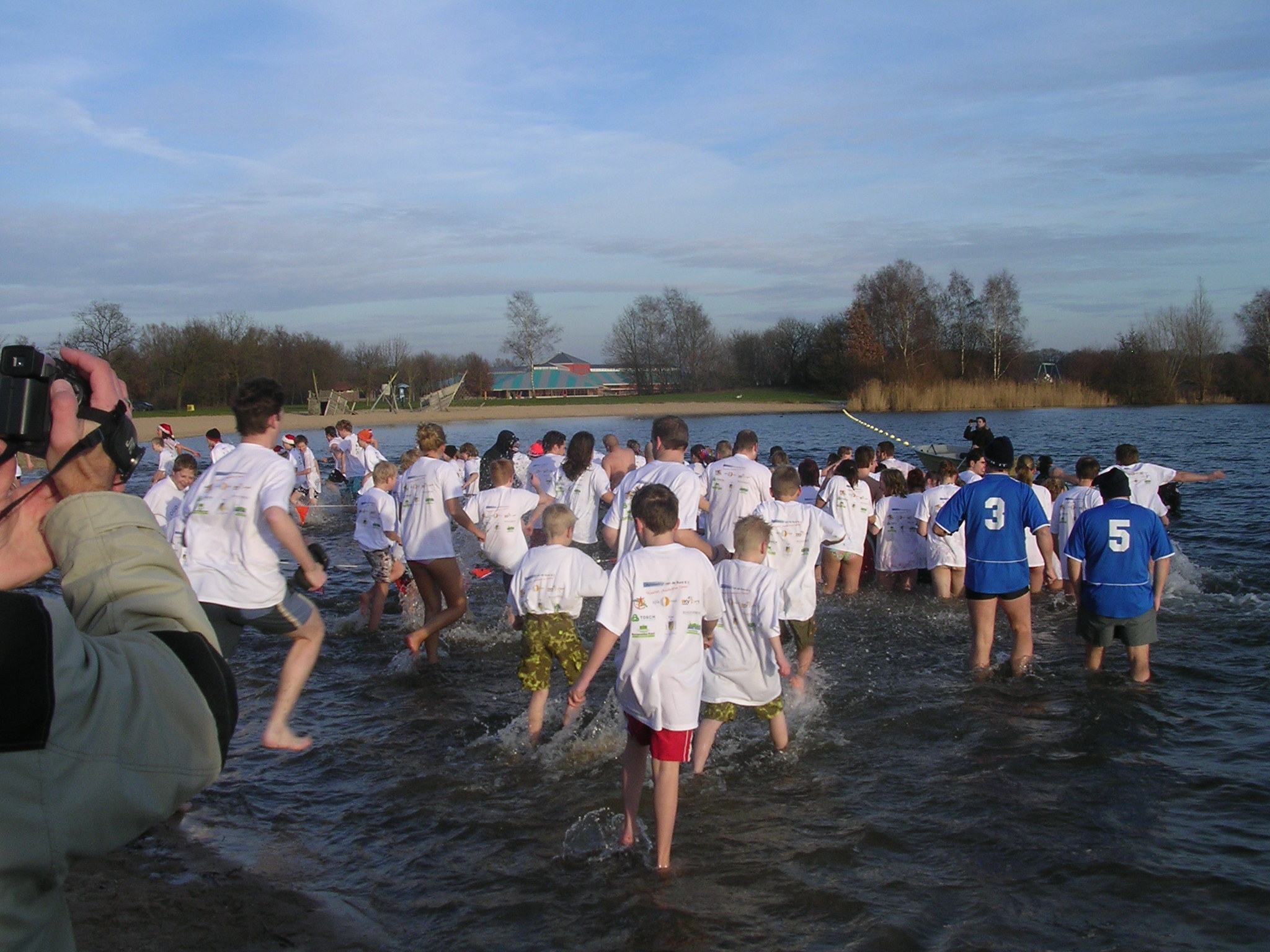
Tjuvstartat nyårsdopp i Nederländerna, 28 december 2008.

Nyårsdopp är en lokal årlig tradition som innebär att bada i hav eller sjö på nyårsdagen. Seden har förekommit i delar av Sverige i hundratals år.[källa behövs] I Skåne arrangerar man nyårsdopp bland annat i Ystad, Åhus, Landskrona och Östanå. I andra länder badar man också i havet på nyårsdagen, bland annat i Kanada (polar bear plunge/isbjörnsdopp), Nya Zeeland och Nederländerna.